# Corteva
Corteva, Inc. — американская агрохимическая компания, её продукция включает гибридные и генетически модифицированные семена сельскохозяйственных культур и средства защиты урожая (пестициды и др.). Штаб-квартира компании расположена в Индианаполисе, столице штата Индиана. Компания была образована в 2019 году в ходе разделения DowDuPont, которая, в свою очередь, возникла в 2017 году слиянием Dow Chemical и DuPont.
В списке крупнейших компаний мира Forbes Global 2000 за 2022 год заняла 457-е место. Среди крупнейших компаний США Fortune 500 заняла 237-е место.

## История
В декабре 2015 года было достигнуто соглашение о слиянии Dow Chemical и DuPont, которое было завершено в августе 2017 года. Активы двух компаний были распределены по трём подразделениям: сельское хозяйство, материальное химическое производство и специализированная продукция. В апреле 2019 года подразделения стали самостоятельными компаниями: Corteva, Dow Inc. и «новая» DuPont. Формально Corteva является правопреемником E. I. du Pont de Nemours and Company («старой» DuPont).
Основой аграрного подразделения DuPont была компания Pioneer Hi-Bred International, купленная в 1999 году. Она была основана в 1926 году и базировалась в штате Айова.
Агрохимическое подразделение Dow Chemical возникло в 1987 году как совместное предприятие с Eli Lilly and Company, названное DowElanco; позже оно стало дочерней компанией Dow AgroSciences со штаб-квартирой в штате Индиана.

## Деятельность
Основные подразделения по состоянию на 2021 год:
- Семена — производство семян сельскохозяйственных культур, стойких к гербицидам, вредителям и неблагоприятным погодным условиям, основными культурами являются кукуруза (⅔ продаж) и соя; выручка 8,40 млрд долларов.
- Средства защиты урожая — гербициды, инсектициды, фунгициды и пестициды, азотные удобрения; выручка 7,25 млрд долларов.

Основные регионы деятельности:
- США и Канада — 48 предприятий; 48 % сотрудников, выручка 7,54 млрд долларов.
- Латинская Америка — 17 предприятий; 18 % сотрудников, выручка 3,55 млрд долларов.
- Европа, Ближний Восток и Африка — 19 предприятий; 21 % сотрудников, выручка 3,12 млрд долларов.
- Азиатско-Тихоокеанский регион — 8 предприятий; 13 % сотрудников, выручка 1,45 млрд долларов.